# Бушмино (Тверская область)
Бушмино́ — деревня в Конаковском районе Тверской области. Входит в состав Козловского сельского поселения.

## История
Известна с 1708 года как пустошь. В 1859 году здесь (деревня Клинского уезда Московской губернии) было расположено 10 дворов. Ныне имеет дачный характер[уточнить].

## География
Находится в юго-восточной части Тверской области на расстоянии приблизительно 44 км на юго-запад по прямой от районного центра города Конаково на правом берегу реки Лама. На противоположном берегу расположена деревня Лапино Калининского района.

## Население
| 2008 | 2010 |
| ---- | ---- |
| 5    | ↘0   |

Численность населения: 54 человека (1859 год), По переписи 2002 года — 0 человек, так и в 2010.